# Route nationale 41
La route nationale 41 (RN 41 o N 41) è una strada nazionale che parte da Illies e termina ad Englos.

## Percorso
Originariamente aveva inizio a Saint-Riquier, all’incrocio con la N25. Da Frévent coincideva con la N16 fino a Saint-Pol-sur-Ternoise, per poi staccarsene. Serviva in seguito centri maggiori come Bruay-la-Buissière e Béthune. Fino a La Bassée attualmente è oggi conosciuta col nome di D941, mentre da qui al comune di Illies la strada è stata declassata a D641.
In corrispondenza dell’intersezione con la N47 comincia il tratto superstite ancora classificato come nazionale, che arriva al giorno d’oggi ad Englos. Piega ad est, di nuovo declassata a D941, e raggiunge Lilla. Attraversata Villeneuve-d'Ascq proseguiva verso est e serviva Chéreng per terminare quindi al confine col Belgio presso Baisieux. In territorio belga la route nationale 7 ne rappresentava la prosecuzione in direzione di Tournai.